# 熊本ヴォルターズ
熊本ヴォルターズ（くまもとヴォルターズ、英: Kumamoto Volters）は、熊本県熊本市をホームタウンとするプロバスケットボールチームである。運営法人は熊本バスケットボール株式会社。2012年に創設され、現在はB2リーグの西地区に所属している。

## 概要
ホームタウンは熊本県熊本市。運営会社は熊本バスケットボール株式会社。チーム名の「ヴォルターズ」は、阿蘇に象徴される火山「volcano」、その阿蘇を源に湧き出す水「water」を掛け合わせた造語である。熊本県初のプロバスケットボールチームであり、「子どもたちに夢を」、「熊本に元気を」という想いのもと、「日本一誇りある、強いチームを創る」をチームビジョンに掲げながら活動している。2024年、「熊本のVOL（Voltage Of Life：生活の熱量）」の熱源たるべく走り続け、「熊本に熱狂を、こどもたちに夢を、未来に新たな景色を」もたらし「熊本の価値を高め、世界を見据え、熊本の新たな誇りとなる存在」たることを新たなチームヴィジョンに据えた。チアリーディングチームはVG。

### チームカラー
赤・青・白（～2024）
赤・黒・青（2024～）。

### アリーナMC
メインMC：須藤あき（2015-）
サブMC：松永建作（アンバサダー兼任、2017-2021）・松本亮介（2024-）

### アリーナDJ
熊本の応援はMC主導ではなく、DJが音響を通して主導していくスタイルをとっている。アリーナDJはDJNB・DJ SUGURUの2名体制であったが、2023-24シーズンからDJNBの1名体制となった。2024-25シーズンはDJNBに加えてゲストDJが招聘されることになった。
| DJ                | 担当日                           |                                  |
| ----------------- | -------------------------------- | -------------------------------- |
| 肥後のび太        | 2024年11月25・26日               | 第9節、「BLACK VOLFES」（1回目） |
| DJHIRO            | 2024年12月14・15日               | 第12節                           |
| DJ YAMAMO         | 2024年12月21・22日/2025年1月29日 | 第14節/第19節                    |
| George The Deejay | 2025年1月25日/4月12・13日        | 第18節/第31節、初代アリーナDJ    |
| DJダイノジ        | 2025年1月26日                    | 第18節、ハーフタイムショー兼     |
| DJまさやん        | 2025年2月22・23日                | 第23節、タレント                 |

### ユニフォームスポンサー
ユニフォームサプライヤーはアンダーアーマー。

#### 2024-25シーズンユニフォームスポンサー
| 掲出箇所           | スポンサー名                                                          | 表記                                                         | 備考 |
| 胸（ホーム）       | 桜十字病院                                                            | 桜十字                                                       |      |
| 胸（アウェイ）     | 再春館製薬所                                                          | 再春館製薬所                                                 |      |
| 胸（セカンダリー） | jasm                                                                  | jasm                                                         |      |
| 左肩               | -                                                                     | -                                                            |      |
| 背中上部           | セルモ                                                                | セルモグループ                                               |      |
| 背中下部           | 肥後銀行                                                              | 肥後銀行                                                     |      |
| パンツ前面         | 明和不動産 NOK 熊本回生会病院 BIPROGY 丸菱ホールディングス テレビ熊本 | 明和不動産 NOK 熊本回生会病院 BIPROGY marubishi HOLDINGS TKU |      |
| パンツ後面         | YKK AP えがお                                                         | YKK AP えがお                                                |      |

### 歴代ユニフォーム
| HOME      | HOME      | HOME      | HOME      | HOME      |
| --------- | --------- | --------- | --------- | --------- |
| 2016 - 18 | 2018 - 19 | 2019 - 20 | 2020 - 22 | 2022 - 23 |
| 2023 - 24 | 2024 - 25 | 2025 - 26 |           |           |
|           |           |           |           |           |

| AWAY      | AWAY      | AWAY      | AWAY      | AWAY      |
| --------- | --------- | --------- | --------- | --------- |
| 2016 - 18 | 2018 - 19 | 2019 - 20 | 2020 - 22 | 2022 - 23 |
| 2023 - 24 | 2024 - 25 | 2025 - 26 |           |           |
|           |           |           |           |           |

| Other                              | Other                        | Other                      | Other                      | Other                      |
| ---------------------------------- | ---------------------------- | -------------------------- | -------------------------- | -------------------------- |
| 2017 - 18 VOLTERS Valentine Series | 2017 - 18 熊本震災復興マッチ | 2021 - 22 VOLTERS BLUE DAY | 2023 - 24 3rd BLACK VOLFES | 2024 - 25 3rd BLACK VOLFES |
| 2024 - 25 水フェス                 |                              |                            |                            |                            |
|                                    |                              |                            |                            |                            |

### マスコットキャラクター
- ぼるたん[1]

バスケットボール好きの男の子クマで、デザインは一般公募から選出されている。誕生日は9月25日だが「永遠の5歳」ということで年齢は5歳のままである。耳はバスケットボールで、左目と右目にはそれぞれ炎と水のフェイスペインティングをしている。背番号は096。
- ぼるたんのお姉さん[11]

2021-22シーズンから「ぼるたんのアテンドをしながら熊本ヴォルターズの広報活動」を担当するため、元ぼるたんガールズ・VGのななせが「ぼるたんのお姉さん」に任命された。2022-23シーズンからはチアリーディングチーム「VG」の元メンバー、ももかが加わり2人体制となるが、2023年5月22日に卒業が発表されふたたびななせの1人体制となった。

### 応援ユニット「ぼるたんガールズ」とチアリーディングチーム「VG」
Bリーグに所属するクラブで唯一チアリーディングチームを有していなかったヴォルターズでは、「B.LEAGUE ALL STAR GAME 2018」を契機にチア創設の機運が高まった。2018年1月、「明るく元気で親しみやすくて、一緒に会場を盛り上げてくれて、アイドルとスタッフの中間のようなグループ」として応援ユニット「ぼるたんガールズ」が結成された。
2019-2020シーズンに「VG（VOLTERS GIRLS)」と改名。
2020-21シーズンにはダンスユニットへの改組が決まるも、新型コロナウィルス感染症の影響により実現をみることなく活動休止となった。
2021年4月25日、吉田佐知子をディレクターに迎え、チアリーディングチーム「VG」が組織されたことで、Bリーグに所属するすべての球団が公式チアリーディングチームを有することとなった。
2023-24シーズンに初の男性メンバーが加入したことで、「VG」は「VOLTERS GLITTER」と改められた。

### VOLTERS SOUL MATES
2024-25シーズンから、ヴォルターズの認知度・周知度向上を目的として情報発信およびイベントでの活動を担ってもらうべく、熊本にゆかりのある著名人・インフルエンサーを「VOLTERS SOUL MATES」として起用することとなった。第1号は杉本琢弥。第2号は前園真聖。第3号はコロッケ。

### 楽曲について
- 「Go for it」（工藤圭一）

2018-2019シーズンより熊本ヴォルターズ公式応援歌として試合前・および試合終了時に流されていたが、2024-25シーズンから試合前のみとなった。第29節に音響装置の不具合により曲が途中で止まった際には観客が最後まで歌って場を繋いだが、第31節のGame2では最初からカラオケモードで流された。
- 「GO！VOLTERS」（KEN VOLCANO）

当初は入場曲、その後は試合を盛り上げる応援曲として2019-2020シーズンまで振付つきで流されていた。
- 「サンバおてもやん2016」（餓鬼レンジャー）

試合終了後の選手退場時に流されている。勝利時のみVGによるダンスが伴う。
- 「GONG」（WANIMA）

2021-2022シーズンの選手退場時の音楽に使われた。
- 「ともに」（WANIMA）

第4Qオフィシャルタイムアウト時に流される。
- 「THANX」（WANIMA）

当日プログラムの最後に流される。
- 「POWER TO ONE」（HIROSHI/LOCAL SAKURA SOUND ）

2016年の熊本地震により存続の危機を迎えたヴォルターズを支援するために提供され、売上の全額がヴォルターズに寄付された。

### ホームアリーナ
メインとなるホームアリーナは益城町総合体育館（NBL)、熊本県立総合体育館（B.LEAGUE）である。

#### NBL
| ホームアリーナ                     | ホームアリーナ                     | ホームアリーナ                     | ホームアリーナ | ホームアリーナ | ホームアリーナ |
| 会場                               | 会場                               | 収容人数                           | 13-14          | 14-15          | 15-16          |
| ---------------------------------- | ---------------------------------- | ---------------------------------- | -------------- | -------------- | -------------- |
| 熊本市内                           | 熊本県立総合体育館                 | 4,110人                            | 2              | 0              | 7(6)           |
| 県央                               | 益城町総合体育館                   | 2,500人                            | 20             | 23             | 12             |
| 県央                               | 宇土市民体育館                     | -                                  | 2              | 0              | 4              |
| 県南                               | 人吉スポーツパレス                 | 1,578人                            | 2              | 0              | 0              |
| 県南                               | 八代市総合体育館                   | 4,328人                            | 2              | 4              | 4              |
| レギュラーシーズン・ホーム試合数計 | レギュラーシーズン・ホーム試合数計 | レギュラーシーズン・ホーム試合数計 | 28             | 27             | 27(26)         |

#### B.LEAGUE
| ホームアリーナ                     | ホームアリーナ                                   | ホームアリーナ                     | ホームアリーナ | ホームアリーナ | ホームアリーナ | ホームアリーナ | ホームアリーナ | ホームアリーナ | ホームアリーナ | ホームアリーナ | ホームアリーナ | ホームアリーナ |
| 会場                               | 会場                                             | 収容人数                           | 16-17          | 17-18          | 18-19          | 19-20          | 20-21          | 21-22          | 22-23          | 23-24          | 24-25          | 25-26          |
| ---------------------------------- | ------------------------------------------------ | ---------------------------------- | -------------- | -------------- | -------------- | -------------- | -------------- | -------------- | -------------- | -------------- | -------------- | -------------- |
| 熊本市内                           | 熊本県立総合体育館                               | 4,110人                            | 22             | 24             | 18             | 21(25)         | 26             | 21(26)         | 28             | 26             | 27             | 24             |
| 熊本市内                           | 熊本市総合体育館（ナースパワーアリーナ）         | 2,402人                            | 0              | 0              | 4              | 0              | 0              | 0              | 0              | 0              | 0              | 0              |
| 県北                               | 菊池市総合体育館                                 | 988人                              | 2              | 2              | 2              | 0              | 0              | 0              | 0              | 0              | 0              | 0              |
| 県北                               | 菊陽町総合体育館                                 | 1,850人                            | -              | -              | -              | -              | -              | -              | -              | 2              | 2              | 0              |
| 県北                               | 合志市総合体育館（合志市総合センターヴィーブル） | -                                  | 0              | 0              | 2              | 1              | 0              | 0              | 0              | 0              | 0              | 0              |
| 県北                               | 玉名市総合体育館                                 | 1,085人                            | 2              | 0              | 2              | 0              | 0              | 0              | 0              | 0              | 0              | 0              |
| 県央                               | 益城町総合体育館                                 | 2,500人                            | 0              | 0              | 0              | 0              | 0              | 0              | 2              | 2              | 1              | 2              |
| 県央                               | 宇土市民体育館（ecowin宇土アリーナ）             | 2,000人                            | 0              | 0              | 0              | 2              | 2              | 2              | 0              | 0              | 0              | 0              |
| 県南                               | 人吉スポーツパレス                               | 1,578人                            | 2              | 0              | 0              | 0              | 0              | 0              | 0              | 0              | 0              | 0              |
| 県南                               | 水俣市総合体育館                                 | 753人                              | 2              | 2              | 2              | 0(2)           | 0              | 0              | 0              | 0              | 0              | 0              |
| 県南                               | 八代市総合体育館（八代トヨオカ地建アリーナ）     | 4,328人                            | 0              | 2              | 0              | 0              | 2              | 2              | 0              | 0              | 0              | 0              |
| レギュラーシーズン・ホーム試合数計 | レギュラーシーズン・ホーム試合数計               | レギュラーシーズン・ホーム試合数計 | 30             | 30             | 30             | 24(30)         | 30             | 25(30)         | 30             | 30             | 30             | 30             |

※括弧内は開催予定だった試合数。

### 練習拠点
ヴォルターズはこれまで、かつての拠点だった益城町総合体育館やルネサスの体育館などを練習場としていたものの専用練習拠点は有していなかったが、2024-25シーズンから、熊本大学との包括連携協定にしたがい熊本大学大江（渡鹿）総合運動公園体育館（VOLTERS GX)を確保することができた。

## 沿革

### クラブ設立からリーグ参加まで
学生時代にバスケットをしていた中学教師の湯之上聡が生徒への指導術を学ぶためアメリカに留学した際、NBAへの熱狂を目の当たりにすると熊本にもプロのバスケットボールチームが欲しいと思い立ち、2008年、教員を辞して「NPO法人熊本にプロバスケットボールチームをみんなで創ろう会」を設立、日本バスケットボールリーグ（JBL）参入を目標に掲げた。
翌2009年には認定NPO法人として認められる。
以降、3on3大会開催などの活動をしつつ、JBLの2部に当たる日本バスケットボールリーグ2部機構（JBL2）への参入申請を行った。JBL2への参入はならなかったが、2013年秋に発足することになった新リーグ、ナショナル・バスケットボール・リーグ（NBL）への参入が2012年9月に決定すると、9月12日に一般公募で決定したチーム名「熊本ヴォルターズ」を発表、同月25日、チーム運営に当たる会社として「熊本バスケットボール株式会社」を登記した。

### 2013-14シーズン：NBL
ウエスタンカンファレンス所属となる。

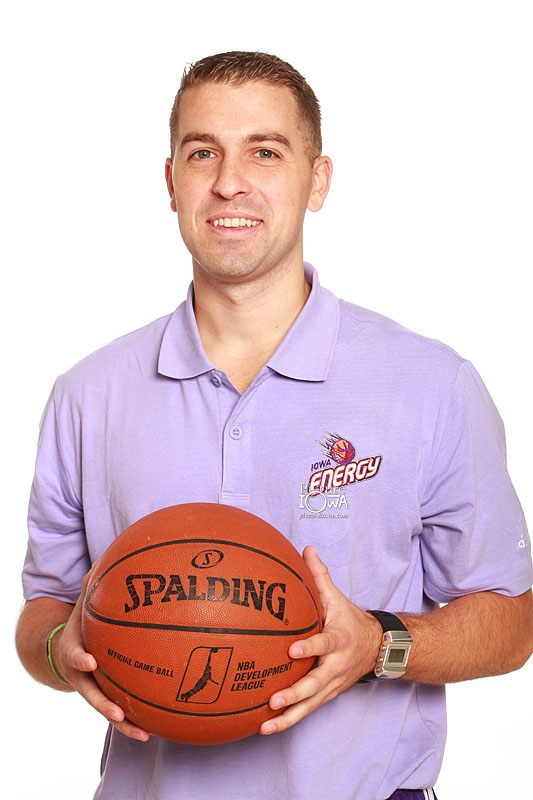
ノーマン・デ・シルバ

　　　→詳細は「NBL 2013-14」を参照。

#### スタッフ契約状況
- 初代HCには前佛山ドラライオンズHCのノーマン・デ・シルバが就任。ACには前千葉ジェッツHCの冨山晋司ら。
- 成績不振から2014年3月28日にシルバとのHC契約を解除し、冨山ACがHC代行として指揮にあたったが、連敗が止まらなかったため4月4日に契約を解除、代表取締役であった湯之上がHCを代行した。

#### 選手契約状況
→詳細は「熊本ヴォルターズの歴代ロスター」を参照。

#### シーズン戦（プレ・レギュラー・ポスト）の経過
- レギュラーシーズンは終始低迷し、後半にはクラブ歴代ワースト1位となる20連敗を喫して通算成績を6勝48敗（勝率0.111）、ウエスタン・カンファレンス6チーム中6位でシーズンを終えた。
- ポストシーズンには進出していない。

　　　→詳細は「熊本ヴォルターズ2013-14シーズンの戦歴」を参照。

#### その他の経過
2013年12月29日に開催されたNBLオールスターゲームに以下の選手が選出された。
- 選抜試合：大宮宏正・小野元（116-104でWEST選抜の勝利）
- スリーポイントコンテスト：小野元
- スラムダンクコンテスト：大宮宏正

#### クラブの動向と決算
- 総観客動員数は37,101（平均1,325）人を数えた。
- 2014年8月に事務所を熊本市東区健軍本町8番19号から東区若葉1丁目13-5へ移転。
- 売上高105,817,000円に対し営業利益は-73,338,000円と赤字であった。

### 2014-15シーズン：NBL
前シーズンに引き続き、ウェスタンカンファレンスに所属。
　　　→詳細は「NBL 2014-15」を参照。

#### スタッフ契約状況
元日本代表HCの経験が有り、昨シーズン三菱電機ダイヤモンドドルフィンズ名古屋のコーチを務めた清水良規がHCに就任した。ACには和歌山トライアンズの元AC保田尭之が就いた。

#### 選手契約状況
→詳細は「熊本ヴォルターズの歴代ロスター」を参照。

#### シーズン戦（プレ・レギュラー・ポスト）の経過
- レギュラーシーズンは13連敗（クラブ歴代ワースト2位）・12連敗（同ワースト3位）・11連敗（同ワースト4位）を喫したのに対して連勝は2連勝が僅か1回と低迷し、前シーズンとおなじく通算成績6勝48敗（勝率0.111）、ウェスタン・カンファレンス最下位でシーズンを終えた[27]。
- ポストシーズンは進出を逃している。

　　　→詳細は「熊本ヴォルターズ2014-15シーズンの戦歴」を参照。

#### その他の経過
2014年1月18日に開催されたNBLオールスターゲームの選抜試合に遥天翼が選出された（127-112でWEST選抜の勝利）。

#### クラブの動向と決算
- 売上高は111,512,000円と微増し、営業利益は-39,487,000円と赤字が減少した。

- 総観客動員数は伸び悩み、37,341（平均1,383）人にとどまったが、最大動員数は2015年4月5日の3,791人を数えた。

### 2015-16シーズン：NBL
東西カンファレンス制が廃止され、リーグ全チーム5回戦総当たりとなる。
　　　→詳細は「NBL 2015-16」を参照。

#### スタッフ契約状況
引き続き清水良規がHCを務めた。

#### 選手契約状況
→「熊本ヴォルターズの歴代ロスター」を参照。

#### シーズン戦（プレ・レギュラー・ポスト）の経過
- レギュラーシーズンは最長8連敗を喫しながらもクラブ史上初めて連勝を複数回あげ、白星を2桁に乗せるなど躍進し、熊本地震による中断に見舞われつつも通算成績を13勝36敗（勝率0.265、全12チーム中10位）とした。
- ポストシーズンは出場していない。

　　　→詳細は「熊本ヴォルターズ2015-16シーズンの戦歴」を参照。

#### その他の経過
2015年1月17日に開催されたNBLオールスターゲームの選抜試合に高島一貴が選出された（152-145でWEST選抜の勝利）。

##### 熊本地震の発生
東芝神奈川ブレイブサンダースとの2度目の対戦中だった2016年4月14日、熊本地震（前震）が発生した。3連戦のアウェーゲームで1戦目を終えた中日のことであり、15日のGame2は実施されたが（75-98で敗北）、翌16日未明における本震発生の報に接するとGame3は棄権した。本拠地としていた益城町総合体育館をはじめ熊本県内各地は深刻な被害を受けており、被害を免れた体育館も避難所として運用され試合を開催できる状況ではなかったことから、以降のリーグ参加を辞退してシーズンを終えた。

#### クラブの動向と決算
- Game3を棄権したチームは持てるだけの救援物資を調達し、帰熊すると、炊き出しなどのボランティアに従事しつつ熊本の復旧・復興につとめたが、クラブの経営が見通せなくなったことからチームを離れる決断をした選手も少なからずいた。
- 地震以降辞退した試合はいずれもホーム開催であったことに加え、スポンサーも被災して資金援助が苦しくなっており、会社存続が危ぶまれる状態ではあったが、リーグをはじめ多くの支援が寄せられて売上高129,558,000円・営業利益-36,846,000円と危機を脱した。

- 途中終了ながら、総観客動員数は40,306（平均1,550）人を数えた。最大動員数は2015年12月13日の3,929人（クラブ歴代15位）。

### 2016-17シーズン：B.LEAGUE

#### 新リーグの誕生とヴォルターズ
bjリーグ・NBL・NBDLが統合してB.LEAGUEが発足、全36チームが18チームずつB1/B2に振り分けられ、それぞれ東・中・西の3地区制を布いた。ヴォルターズはB2西地区所属となった。
　　　→詳細は「Bリーグ 2016-17」を参照。

#### スタッフ契約状況
- 前シーズンまでACをつとめていた保田尭之がHCに就任した。
- シーズン中に選手だった奈良篤人が引退し、ACに就任している。
- 折田知優とアスレチックトレーナー契約（シーズン終了後満了[28]）。

#### 選手契約状況
→「熊本ヴォルターズの歴代ロスター」を参照。

#### シーズン戦（プレ・レギュラー・ポスト）の経過
- プレシーズンは鹿児島レブナイズとH/A各1試合ずつ対戦している。
- レギュラーシーズンはクラブ歴代最長となる13連勝を挙げるなど好調な出だしを見せた。後半に黒星が増え勢いが衰えたものの、44勝16敗（勝率0.733）と前シーズンまでの成績が嘘のような結果を残した。しかしそれでも西地区3位・全体5位にとどまりポストシーズンへの出場は逃した。

　　　→詳細は「熊本ヴォルターズ2016-17シーズンの戦歴」を参照。

#### クラブの動向と決算
- 総観客動員数は一気に伸びて63,295（平均2,109）人を数え、ホーム最終節となった2017年4月30日における入場者数4,899人はクラブ歴代最多を記録した。
- 決算情報では、売上高は221,832,163円（前年度比171.2%）・営業利益は1,593,406円を記録した。その他、経常利益が10,075,220円、当期純利益が9,746,720円となり、2012年9月の設立から4年目で初めての黒字を達成した。クラブ代表を務める湯之上聡は、公式Facebookを通して「昨年は、熊本地震でチームの存続も危ぶまれ、先行きの見えない中でスタートしたシーズンでしたが、最終的には、過去最高の売り上げを達成し、僅かではありますが、黒字を出すこともできました」と報告。「この結果は、熊本は立ち上がるんだ、復興するんだ、熊本はまだまだ元気なんだ、という熊本県民の皆様と、その熊本を支えていただいた、全国の皆様のお力添えが無ければ、果たせなかった結果だと強く感じています」と感謝の言葉を述べた[29]。

### 2017-18シーズン：B.LEAGUE
全18チームによる3地区制が維持され、ヴォルターズは引き続きB2西地区に所属した。
　　　→詳細は「Bリーグ 2017-18」を参照。

#### スタッフ契約状況
- 保田尭之とのHC契約を継続した。ACには澁澤秀徳が就任する[30]。
- 柘植玄徳とアスレチックトレーナー契約[31]。

#### 選手契約状況
→「熊本ヴォルターズの歴代ロスター」を参照。

#### シーズン戦（プレ・レギュラー・ポスト）の経過
- リーグ公式プレシーズン戦であるBリーグアーリーカップ2017は関西地区5位に終わった。
- レギュラーシーズンは序盤に9連勝を挙げるなど好調を保ったが、終盤に6連敗を喫するなどして失速した。それでも41勝19敗（勝率0.683）となりポストシーズン進出を果たした。
- プレーオフはセミファイナルで敗れ、3位決定戦に勝利してB1・B2入替戦の切符をつかむも3点差で敗れてB1昇格を逃した。

　　　→詳細は「熊本ヴォルターズ2017-18シーズンの戦歴」を参照。

#### クラブの動向と決算
- 総観客動員数は前シーズンを僅かに上回る64,712（平均2,157）人であった。最大動員数は2018年3月25日の4,044人（クラブ歴代11位）。
- 決算情報では、売上高が前年同期比37%増の3億402万円で、2期連続の黒字化を達成。当期純損益は同95%減の51万円。熊本地震に伴う支援金などがあったため、前年度に比べて減益となった。増収の要因となる主要収入を分類別にみると、スポンサー広告などの事業収入が前年同期比49.7%増の1億4,824万円、入場料収入が同19.6%増の8,623万円、グッズなどの物販収入が21.7%増の1,931万円であった[32]。

### 2018-19シーズン：B.LEAGUE
18チームによる3地区制が維持され、ヴォルターズは引き続きB2西地区に所属した。
　　　→詳細は「Bリーグ 2018-19」を参照。

#### スタッフ契約状況
- 自身の集大成と位置づけた保田がHCを継続した[33]。
- AC澁澤も契約を継続した[34]。

#### 選手契約情報
- 悲願のB1昇格を果たすため、B2得点王のチェハーレス・タプスコットや俊野佳彦などの大型補強を実施した。
- チームキャプテンは小林慎太郎・古野拓巳が就任する。

　　　→「熊本ヴォルターズの歴代ロスター」を参照。

#### シーズン戦（プレ・レギュラー・ポスト）の経過
- プレシーズンマッチはライジングゼファーフクオカとの試合に加え、Bリーグアーリーカップ2018西日本地区で優勝した。
- レギュラーシーズンは5連勝を2回、7連勝を1回あげるなど圧倒的な強さを見せ、45勝15敗（勝率0.750）でクラブ史上初となる地区優勝を達成し、ポストシーズン出場を決めた（2度目）。
- ポストシーズンはプレーオフセミファイナル・および3位決定戦の2戦に臨み、いずれも敗北してB1昇格を逃した。

　　　→詳細は「熊本ヴォルターズ2018-19シーズンの勝敗」を参照。

#### クラブの動向と決算
- 観客動員数は過去最高となる77,076（平均2,569）人を数えた。最大動員数は2018年12月30日の4,545人（クラブ歴代2位）。プレーオフは5試合16,390（平均3,278）人を動員している。
- 2019年9月12日に発表された第7期（2018-2019シーズン）の決算発表において、445,680,000円の当期売上高を数え、3季連続となった黒字化と、過去最高の売上および利益が報告された[35]。

### 2019-20シーズン：B.LEAGUE
18チームによる3地区制が維持され、ヴォルターズは引き続きB2西地区所属となった。
　　　→詳細は「Bリーグ 2019-20」を参照。

#### スローガン
「思い描いたその先へ」（前半）/「冗談じゃないまだ諦めてない」（後半）

#### スタッフ契約状況
2019年5月30日、長年の課題であったディフェンスを強化すべく、ニュージーランド代表コーチを８期務めた経歴を持つネナド・ヴチニッチをHCとして迎えた。6月2日にはスタッフの決定が発表される。
| 役職                      | 氏名               | 生年月日   | 国籍         | 契約          | 在籍                               | 備考               |
| ------------------------- | ------------------ | ---------- | ------------ | ------------- | ---------------------------------- | ------------------ |
| ゼネラルマネージャー（GM) | 西井辰朗           | 1980.10.14 | 日本の旗     | 留任          | 8                                  |                    |
| アシスタントGM            | 岐津将平           | 1985.10.12 | 日本の旗     | 2019.6.3継続  | 7                                  | 通訳兼任、6.29退団 |
| マネージャー              | 徳永隆聖           | 1995.2.6   | 日本の旗     | 留任          | 5                                  |                    |
| ヘッドコーチ（HC)         | ネナド・ヴチニッチ | 1965.4.7   | セルビアの旗 | 2019.5.30新規 | S.S.Felice Scandone Avellino 1948→ | 6.10継続           |
| アシスタントコーチ（AC)   | 澁澤秀徳           | 1989.10.3  | 日本の旗     | 2019.6.3継続  | 3                                  | 6.1退団            |
| ストレングスコーチ        | 窪田邦彦           | 1967.7.17  | 日本の旗     | 2019.6.3継続  | 2                                  | 5.1退団            |
| アスレチックトレーナー    | 土屋祐介           | 1987.11.5  | 日本の旗     | 2019.6.3継続  | 2                                  | 6.22退団           |

#### 選手契約状況
- 前季のプレーオフでMVPに輝いた石川海斗をはじめ、木田貴明・佐藤正成らが加入するなど、主力選手を大幅に入れ替えてシーズンに臨んだ。しかし序盤で柿内が受傷・離脱し、またスコアラーとして期待されたボビー・ジョーンズが日本の試合環境になじめず去ると、代わりとなる選手の確保に苦労した[44]。
- キャプテンには石川が就任し、小林は外れた。
- 特別指定選手2名に加えて2名とアマチュア契約を締結するなど、若手選手の登用を積極的に進めた。
- 新型コロナウィルス感染症に伴う社会規制の影響でクラブの経営状況が不透明となったことから、シーズン終了後に全選手を自由交渉リストに掲載した。

| ポジション | 選手                   | 生年月日   | 国籍               | 背番号 | 契約           | 移籍元                   | 備考                     |
| ---------- | ---------------------- | ---------- | ------------------ | ------ | -------------- | ------------------------ | ------------------------ |
| PG         | 柿内輝心               | 1995.10.21 | 日本の旗           | 28     | 2019.6.4継続   | 4                        | 9.28受傷・離脱           |
| PG         | 石川海斗C              | 1990.11.30 | 日本の旗           | 11     | 2019.6.13新規  | 信州（B2)→               | 2年契約                  |
| PG         | 奥田雄伍               | 1999.2.18  | 日本の旗           | 3      | 2019.12.19加入 | 特別指定選手             | 九州共立大学より         |
| PG         | 濱田貴流馬             | 1997.7.1   | 日本の旗           | 33     | 2019.12.27新規 | アマチュア契約           | 近畿大学より             |
| PG/SG      | 佐々木隆成             | 1996.5.2   | 日本の旗           | 24     | 2020.2.14新規  | アマチュア契約           | 天理大学より             |
| SG         | 小林慎太郎             | 1985.6.29  | 日本の旗           | 7      | 2019.7.1継続   | 7                        |                          |
| SG         | 佐藤正成               | 1991.7.23  | 日本の旗           | 8      | 2019.6.26新規  | 山形（B2)→               | 7.16退団                 |
| SG         | 本村亮輔               | 1996.12.26 | 日本の旗           | 14     | 2019.6.4新規   | 2                        |                          |
| SF         | 木田貴明               | 1995.7.16  | 日本の旗           | 13     | 2019.6.26新規  | 金沢（B3)→               |                          |
| SF         | 西谷亮一               | 1988.5.19  | 日本の旗           | 21     | 2019.7.1継続   | 2                        |                          |
| SF/PF      | 寺下太基               | 1980.2.25  | 日本の旗           | 15     | 2019.6.4継続   | 2                        | 6.30退団                 |
| SF/PF      | ボビー・ジョーンズ     | 1984.1.9   | アメリカ合衆国の旗 | 10     | 2019.7.1新規   | Zeus Energy Group Rieti→ | 11.29契約解除            |
| SF/PF      | ジャマール・ソープ     | 1984.9.2   | アメリカ合衆国の旗 | 22     | 2019.12.10新規 | 八王子（B3)→             | 短期契約、1.6満了        |
| SF/PF      | マーカス・ブレイクリー | 1988.10.22 | アメリカ合衆国の旗 | 23     | 2020.1.14新規  | Blackwater Elite→        | 満了                     |
| PF/C       | 中西良太               | 1988.12.24 | 日本の旗           | 1      | 2019.6.5継続   | 6                        | →6.26佐賀（B2)           |
| PF/C       | ギャビン・ウェア       | 1993.10.19 | アメリカ合衆国の旗 | 20     | 2019.7.17新規  | JDA Dijion Bourgogne→    | →s.Oliver Würzburg       |
| PF/C       | ウィタカケンタ         | 1997.12.15 | 日本の旗           | 27     | 2020.1.14加入  | 特別指定選手             | 青山学院大学より         |
| PF/C       | デビッド・ウィーバー   | 1987.10.9  | アメリカ合衆国の旗 | 44     | 2019.7.1新規   | Ankara D.S.I→            | →Pallacanestro Mantovana |

このほか、野口龍太郎が練習生として参加している。

#### シーズン戦の経過（プレ・レギュラー・ポスト）
- ライジングゼファーフクオカとのプレシーズンマッチが開催されたほか、リーグ公式のプレシーズンマッチであるBリーグアーリーカップ2019では西日本地区で優勝し、2連覇を果たした。
- レギュラーシーズンは一転して不調で、一時は7連敗を喫するほど低迷した。アマチュア契約など若手の登用で巻き返しを図るも、挽回の機会を得られぬまま新型コロナウィルス感染症によりシーズン途中で全試合が中止され、西地区4位でシーズンを終えた。
- プレーオフは開催されず、レギュラーシーズンの成績上位2チームが自動昇格となり、条件に該当していた信州と広島がB1へ昇格した。

　　　　→詳細は「熊本ヴォルターズ2019-20シーズンの戦歴」を参照。

#### クラブの動向と決算
- B1昇格は果たせなかったが、2020年4月27日、2020-21シーズンにおけるB1ライセンスを取得[66]し、昇格に希望をつないだ。
- 第2節の連敗以後、1試合2,500人に届かなくなるなど観客動員数は低迷したが（2019年12月29日の2,426人が最多）、それでもリーグ4位となる44,616（平均1,859）人を数え意地を見せた。

- 2020年9月15日に発表された第8期（2019-2020シーズン）の決算発表において、11,120,000円の営業損益を記録し、4季ぶりの単年赤字となったことが報告された[67]。

### 2020-21シーズン：B.LEAGUE
16チームによる東西2地区制となり、ヴォルターズはB2西地区所属となった。
　　　→詳細は「Bリーグ 2020-21」を参照。

#### スローガン：「超えるバイ」
「過去の自分たち」「これまでの常識」「感染症のまん延という逆境」「災害をはじめとする苦難」「長らく立ちはだかっているB1の壁」を超えるという決意を表明した。

#### スタッフ契約状況
- ヴチニッチとのHC契約を継続し[69]、8月1日には新体制の発表が行われたが[70]、新型コロナウィルス感染症の流行により新規外国籍選手および一時帰国中だったヴチニッチの入国が遅れ、開幕戦に間に合わないという事態を受けて新ACの岡田修がHCに就任、ヴチニッチはアドバイザリーコーチとしてオンラインで指導する体制へ移行した[71]。11月には橋爪純ACが新たに加入する。
- 3月5日、岡田HCが体調不良により欠場すると[72][73][74]、以後は橋爪純がHCを代行した[75]。
- 3月31日、渡邉拓馬がチームの強化・編成アドバイザーに就任する[76]（6月30日退任[77]）。
- チームドクターは鬼木泰成が今季も継続している[78]。

| 役職                       | 氏名               | 生年月日   | 国籍         | 契約          | 在籍       | 備考                                  |
| -------------------------- | ------------------ | ---------- | ------------ | ------------- | ---------- | ------------------------------------- |
| ゼネラルマネージャー（GM） | 西井辰朗           | 1980.10.14 | 日本の旗     | 留任          | 9          | 6.30退任                              |
| マネージャー               | 徳永隆聖           | 1995.2.6   | 日本の旗     | 2020.8.1継続  | 6          |                                       |
| アドバイザリーコーチ       | ネナド・ヴチニッチ |            |              | 2020.9.28就任 | 2          | 10.30Fujian SturgeonsHC就任、5.11満了 |
| ヘッドコーチ（HC）         | ネナド・ヴチニッチ | 1965.4.7   | セルビアの旗 | 2020.6.10継続 | 2          | 9.28異動                              |
| ヘッドコーチ（HC）         | 岡田修             |            |              | 2020.9.28就任 |            | 3.5以降欠場、5.12満了                 |
| アシスタントコーチ         | 岡田修             | 1991.5.4   | 日本の旗     | 2020.7.1新規  | 山形（B2)→ | 9.28HCへ異動                          |
| アシスタントコーチ         | 橋爪純             | 1988.6.9   | 日本の旗     | 2020.11.6新規 | 富山（B1)→ | 3.5以降HC代行                         |
| アシスタントコーチ         | 西谷亮一           | 1988.5.19  | 日本の旗     | 2020.7.12継続 |            | 選手兼任、→7.19横浜BC（B1)            |
| アシスタントコーチ         | 久川貴之           | 1994.6.3   | 日本の旗     | 2020.7.22新規 | 岐阜（B3)→ | 通訳兼任、6.28退団                    |
| ストレングスコーチ         | 内藤康             | 1987.1.19  | 日本の旗     | 2020.7.1新規  | 島根（B1)→ |                                       |
| トレーナー                 | 川波有司           | 1970.7.9   | 日本の旗     | 2020.8.1新規  | 福岡（B2)→ |                                       |

#### 選手契約状況
- 契約を継続した石川海斗・木田貴明・小林慎太郎らに加え、佐々木隆成・ウィタカケンタ、帰化選手のファイサンバらを獲得した一方で、6季にわたり在籍した中西良太が移籍した。
- チームキャプテンにはファイが就任する。
- コロナ禍に伴う入国制限の厳格化で新規外国籍選手の合流が遅れたことから、ダニエル・オルトン、クリストファー・オリビエを短期契約選手として急遽招聘してシーズンに備えた[95][96]が（10月28日の香川戦後に両名の退団セレモニーが実施され、オリビエは来場して直接挨拶し別れを惜しんだ）、開幕直前になって新型コロナウィルス感染症によりチーム活動停止を余儀なくされる[97][98][99]など[100]、準備不足の感は否めなかった。
- 選手の負傷が頻発したことでインジュアリーリストへの登録も頻発したが、そのうちの一部について後に不正運用とみなされた。その際、選手に対するパワーハラスメント事案も併せて指摘されている。
- 2020年7月13日に磯野寛晃[101]、2021年4月1日には奥田雄伍[102]が練習生として加入している（磯野は後に選手契約）。

| ポジション | 選手                     | 生年月日   | 国籍               | 背番号 | 契約           | 在籍                        | 備考                                                    |
| ---------- | ------------------------ | ---------- | ------------------ | ------ | -------------- | --------------------------- | ------------------------------------------------------- |
| PG         | 柿内輝心                 | 1995.10.21 | 日本の旗           | 6      | 2020.5.15継続  | 5                           | ＃28より変更、12.25IL、2.4復帰、4.16契約解除            |
| PG         | 石川海斗                 | 1990.11.30 | 日本の旗           | 11     | 2020.5.11継続  | 2                           | →6.28FE名古屋（B2)                                      |
| PG         | 藤澤尚之                 | 1998.6.19  | 日本の旗           | 18     | 2021.1.6加入   | 特別指定選手                | 天理大学より                                            |
| PG         | マーベル・ハリス         | 1993.12.16 | アメリカ合衆国の旗 | 23     | （記録なし）   | Al Ittihad Alexandria→      | 1.21契約解除                                            |
| PG         | 浜田貴流馬               | 1997.7.1   | 日本の旗           | 33     | 2020.5.11新規  | 2                           | 11.13IL、12.25復帰、→2.26鹿児島B3（期限付）（6.16移籍） |
| PG/SG      | 佐々木隆成               | 1996.5.2   | 日本の旗           | 24     | 2020.5.11新規  | 2                           |                                                         |
| SG         | 小林慎太郎               | 1985.6.29  | 日本の旗           | 7      | 2020.7.27継続  | 8                           | 9.19受傷、シーズン終了後引退                            |
| SG         | 本村亮輔                 | 1996.12.26 | 日本の旗           | 14     | 2020.5.13継続  | 3                           |                                                         |
| G/F        | 野口龍太郎               | 1997.12.16 | 日本の旗           | 2      | 2020.11.13新規 | 練習生（熊本）→             |                                                         |
| SG/SF      | 磯野寛晃                 | 1998.3.11  | 日本の旗           | 5      | 2021.2.26新規  | 練習生（熊本）→             |                                                         |
| SF         | シャヒード・デイビス     | 1994.2.14  | アメリカ合衆国の旗 | 1      | 2021.1.22新規  | 福島（B2)→                  | 短期契約→延長、満了                                     |
| SF         | 木田貴明                 | 1995.7.16  | 日本の旗           | 12     | 2020.6.11継続  | 2                           | ＃13より変更、12.6受傷                                  |
| SF         | 西谷亮一                 | 1988.5.19  | 日本の旗           | 21     | 2020.7.12継続  | 3                           | 2.4IL、3.16復帰、→7.19横浜BC（B1)                       |
| PF/C       | ウィタカケンタ           | 1997.12.15 | 日本の旗           | 27     | 2020.5.11新規  | 2                           |                                                         |
| PF/C       | イバン・ラベネル         | 1989.11.24 | アメリカ合衆国の旗 | 30     | 2020.7.3新規   | Quimsa Santiago del Estero→ | 10.24合流、1.16受傷、→6.22A千葉（B3)                    |
| PF/C       | クリストファー・オリビエ | 1992.3.27  | アメリカ合衆国の旗 | 31     | 2020.9.14新規  | 八王子（B3)→                | 短期契約、10.27解除                                     |
| PF/C       | ダニエル・オルトン       | 1990.8.6   | アメリカ合衆国の旗 | 38     | 2020.9.14新規  | 冨山（B1)→                  | 短期契約、10.27解除                                     |
| C          | ファイサンバC            | 1987.4.25  | 日本の旗           | 3      | 2020.6.29新規  | 渋谷（B1)→                  | 帰化選手（セネガル）                                    |
| C          | デイビッド・ドブラス     | 1981.8.6   | スペインの旗       | 13     | 2020.6.29新規  | 福岡（B2)→                  | 3.13受傷（16日IL）、4.16復帰、→9/9奈良（B2)             |

#### シーズン戦（プレ・レギュラー・ポスト）の経過
- トライフープ岡山とのプレシーズンマッチには勝利した。
- シーズン後半には11連敗を喫するなど、レギュラーシーズンは低迷した。しかし、リーグ開始後は新型コロナウィルス感染者を1人も出すことなく、西地区で唯一全60試合を完遂した[141]。
- 西地区6位に終わり、ポストシーズンは出場を逃している。

　　　→詳細は「熊本ヴォルターズ2020-21シーズンの戦歴」を参照。

#### クラブの動向と決算
- 2020年9月の株主総会において、クラブ創設時より代表取締役社長を務めた湯之上聡が体調不良のため退任すると、後任として代表取締役会長に住永栄一郎、取締役社長に西井辰朗（GM兼任）が就任した。
- 全期間収容率50％で開催されたシーズンということもあり、総観客動員数は29,624（平均987）人にとどまったが、それでもリーグ3位（西地区1位）となりかろうじて面目を保った。最大動員数は2021年3月13日の1,802人（リーグ3位）。
- 4月28日、2021-22シーズンにおけるB1ライセンスを取得[142]し、B1への昇格に希望を残した。
- 2021年9月16日に行われた第9期（2020-2021シーズン）の決算発表において2,497,000円の経常利益と、「黒字回復」「財政基盤の安定化」の達成が報告された[143]。

### 2021-22シーズン：B.LEAGUE
14チームによる2地区制となり、ヴォルターズはB2西地区所属となった。
　　　→詳細は「Bリーグ 2021-22」を参照。

#### スローガン：「超えるバイ -NEXT TIME FOR SURE-」
「クラブとして追い求めたいことが、昨シーズンと変わらない」ことから決定。

#### スタッフ契約状況
- 取締役社長に専念するとして西井辰朗がGMを辞すると[145]、GMは空位とされ、新HCに就任したドナルド・ベック[146]がAGMに就任した徳永隆聖と共に職務を代行することとなった。

| 役職                      | 氏名             | 生年月日   | 国籍               | 契約          | 在籍                     | 備考     |
| ------------------------- | ---------------- | ---------- | ------------------ | ------------- | ------------------------ | -------- |
| ゼネラルマネージャー（GM) | 西井辰朗         | 1980.10.14 | 日本の旗           | 2021.6.30退任 | 10                       | 以後空位 |
| アシスタントGM            | 徳永隆聖         | 1995.2.6   | 日本の旗           | 2021.6.30就任 | 7                        | GM兼任   |
| マネージャー              | 徳永隆聖         |            |                    |               |                          | 兼務     |
| ヘッドコーチ（HC)         | ドナルド・ベック | 1953.6.2   | アメリカ合衆国の旗 | 2021.5.20新規 | 名古屋D（B1)→            | GM兼任   |
| アシスタントコーチ        | 橋爪純           | 1988.6.9   | 日本の旗           | 2021.6.20継続 | 2                        |          |
| アシスタントコーチ        | ヒルライアン     | 1993.6.3   | 日本の旗           | 2021.6.23新規 | トヨタ自動車（Wリーグ）→ | 通訳兼任 |
| アシスタントコーチ        | 遠山向人         | 1983.1.19  | 日本の旗           | 2021.7.1新規  | 琉球（B1)→               |          |
| ストレングスコーチ        | 内藤康           | 1987.1.19  | 日本の旗           | 2021.6.24継続 | 2                        |          |
| トレーナー                | 川波有司         | 1970.7.9   | 日本の旗           | 2021.6.24継続 | 2                        |          |

#### 選手契約状況
- 広島ドラゴンフライズから古野拓巳が3季ぶりに復帰[155]したほか、LJ・ピーク、ジョーダン・ハミルトンらB1選手を中心に起用した一方[156][157]、チーム創設以来ヴォルターズに在籍していた小林慎太郎が退団した[158]。小林は現役を引退[159]し、彼の背番号「7」は球団初の永久欠番となる。
- チームキャプテンには古野とハミルトンの両名が就任した。
- 2021年10月13日、ハミルトンのインジュアリーリスト登録が発表され[160]、同15日、代役としてカイル・バローンの加入が発表される[161]。
- 同年11月19日、ハミルトンの復帰[162]に伴いバローンが退団する[163]。
- 2022年1月5日、練習生であった奥田雄伍が金沢武士団へ移籍し[164]、11日に加藤嵩都と特別指定選手契約を締結する[165]。
- 同年3月5日、古野が練習中に負傷し、以後シーズンから離脱した[166]。
- 同年3月11日、練習生だった柿内輝心と新規選手契約[167]。

| ポジション | 選手                    | 生年月日   | 国籍               | 背番号 | 契約           | 在籍            | 備考                                           |
| ---------- | ----------------------- | ---------- | ------------------ | ------ | -------------- | --------------- | ---------------------------------------------- |
| PG         | 古野拓巳C               | 1993.2.20  | 日本の旗           | 30     | 2021.6.21新規  | 広島（B1)→      | 2018-19季以来2度目、3月負傷、→6.12愛媛（B2)    |
| PG         | 柿内輝心                | 1995.10.21 | 日本の旗           | 6      | 2022.3.11新規  | 練習生（熊本）→ | シーズン終了後引退                             |
| PG         | 藤澤尚之                | 1998.6.19  | 日本の旗           | 18     | 2021.5.21新規  | 2               | →6.20奈良（B2)                                 |
| PG         | 加藤嵩都                | 2000.1.15  | 日本の旗           | 2      | 2022.1.11新規  | 特別指定選手    | 明星大学より、→6.28さいたま（B3)               |
| PG/SG      | 佐々木隆成              | 1996.5.2   | 日本の旗           | 24     | 2021.6.10継続  | 3               | →7.1三遠（B1)                                  |
| SG         | 本村亮輔                | 1996.12.26 | 日本の旗           | 14     | 2021.5.21継続  | 4               | 11.26受傷                                      |
| SG/SF      | 磯野寛晃                | 1998.3.11  | 日本の旗           | 5      | 2021.5.31継続  | 2               |                                                |
| SF         | LJ・ピーク              | 1996.2.2   | アメリカ合衆国の旗 | 8      | 2021.6.16新規  | 宇都宮（B1)→    | →6.3茨城（B1)                                  |
| SF         | 木田貴明                | 1995.7.16  | 日本の旗           | 12     | 2021.6.9継続   | 3               | 3.19受傷、→6.23A千葉（B2)                      |
| F          | ジョーダン・ハミルトンC | 1990.10.6  | アメリカ合衆国の旗 | 25     | 2021.5.31新規  | 滋賀（B1)→      | 10.10受傷・13IL、11.19復帰、5.26満了→滋賀（B1) |
| PF/C       | ウィタカケンタ          | 1997.12.15 | 日本の旗           | 27     | 2021.5.21継続  | 2               | →6.30長崎（B2)                                 |
| PF/C       | ベンジャミン・ローソン  | 1995.6.12  | イギリスの旗       | 34     | 2021.6.4新規   | FE名古屋（B2)→  | 10.17受傷                                      |
| PF/C       | カイル・バローン        | 1989.9.12  | アメリカ合衆国の旗 | 33     | 2021.10.15新規 | 東京Z（B2)→     | 短期契約、11.19契約解除                        |
| C          | ファイサンバ            | 1987.4.25  | 日本の旗           | 3      | 2021.6.11継続  | 2               | →6.17富山（B1)                                 |

#### シーズン戦（プレ・レギュラー・ポスト）の経過
- プレシーズンは愛媛オレンジバイキングスと2試合、B1のクラブと1試合（非公開練習試合）を実施した。
- レギュラーシーズンは高いオフェンス力を武器に勝率を伸ばし、3季ぶりにプレーオフ進出を果たした。
- ポストシーズンはGame2で2度の延長戦の末にクオーターファイナル突破を果たすも、全体1位だったFE名古屋にセミファイナルで敗れB1昇格を逃した。

　　　→詳細は「熊本ヴォルターズ2021-22シーズンの戦歴」を参照。

#### クラブの動向と決算
- 観客動員数は29,205（平均1,168）人、仙台に次いでリーグ2位ではあったが[199]、シーズン中入場券の完売は1度しかなく、最大動員数もレギュラーシーズン最終日である2022年5月1日（第21節Game2代替）の1,891人が最多で、収容率100％で開催したプレーオフ・クオーターファイナルは2試合2,876人しか入らず、3試合7,239人を動員した仙台に大きく水をあけられた。
- 2022年4月、2020-21シーズン中においてインジュアリーリスト制度の不正運用事案と、事案の対象者であった当時の所属選手に対しパワーハラスメント行為があったとして、クラブおよび取締役社長西井辰朗（事案発生当時は取締役社長兼GM）がリーグから制裁を科せられると[200]、西井は取締役社長を引責辞任、住永栄一郎はシーズン末での代表取締役会長職辞任を発表し[201]、球団設立時から運営の中心を担ってきた2人がクラブを去ることとなった。クラブはその後、シーズン中ながら次季へ向けた体制を決定し、ベックのHC継続およびGM兼任・遠山向人のアソシエイトHCおよびAGM就任・徳永のAGM継続を発表した[202]。
- 2021年12月1日、東区若葉1丁目13-5から中央区帯山4丁目17-1へ事務所を移転。[203]
- 2022年9月15日に発表された第10期（2021-2022シーズン）の決算において、146,596,000円の経常損益が報告された[204]。

### 2022-23シーズン：B.LEAGUE
引き続き14チーム2地区制が維持され、ヴォルターズはB2西地区所属となった。
　　　→詳細は「Bリーグ 2022-23」を参照。

#### チームスローガン：「NEXT STAGE」
併せて、クラブ創設10周年を記念したセダンダリーロゴが発表された。

#### スタッフ契約状況
前シーズン中の2022年5月5日、すでにドナルド・ベックのHC継続・GM就任が発表されていたが、同年8月16日、ベックのHC兼GM退任および指導者育成コーチ就任が発表され、GMには徳永隆聖AGMが、HCには遠山向人アソシエイトHC兼AGMがそれぞれ就任する、というさらなる体制変更が実施された。
| 役職                      | 氏名               | 生年月日   | 国籍               | 契約          | 在籍           | 備考                                          |
| ------------------------- | ------------------ | ---------- | ------------------ | ------------- | -------------- | --------------------------------------------- |
| ゼネラルマネージャー（GM) | 徳永隆聖           | 1995.2.6   | 日本の旗           | 2022.8.16就任 | 8              |                                               |
| マネージャー              | 田村愛李           | 1999.12.12 | 日本の旗           | 2022.6.6新規  | 東京Z（B3)→    | 2023.5.29退団                                 |
| 指導者養成コーチ          | ドナルド・ベック   | 1953.6.2   | アメリカ合衆国の旗 | 2022.8.16就任 | 2              | 2023.6.9退団（→ROEMERSTROM Gladiators Trier） |
| ヘッドコーチ（HC)         | 遠山向人           | 1983.1.19  | 日本の旗           | 2022.8.16就任 | 2              |                                               |
| ビデオコーディネーター    | 水野玄             | 1997.8.1   | 日本の旗           | 2022.6.10新規 | 三遠（B1)→     | AC兼任                                        |
| アシスタントコーチ        | 菅澤紀行           | 1987.2.3   | 日本の旗           | 2022.6.22新規 | 長崎（B2)→     | 選手兼任                                      |
| スキルコーチ              | 山本柊輔           | 1993.11.4  | 日本の旗           | 2022.6.8新規  | 愛媛（B2)→     | 選手兼任                                      |
| ストレングスコーチ        | 内藤康             | 1987.1.19  | 日本の旗           | 2022.6.11継続 | 3              |                                               |
| アスレチックトレーナー    | 阿部拓馬           | 1983.1.12  | 日本の旗           | 2022.6.17新規 | FE名古屋（B1)→ | 2023.5.29退団（→7.7静岡（B3)）                |
| アシスタントトレーナー    | 奥村雄真           | 1999.3.19  | 日本の旗           | 2023.4.3新規  | 1              |                                               |
| 通訳兼サポートスタッフ    | ペレズ・ジョバンニ | 1992.9.1   | アメリカ合衆国の旗 | 2022.6.1新規  | 青森（B2)→     | 2023.5.29退団（→6.21京都（B1)）               |

#### 選手契約状況
- 5シーズンぶりに復帰した前季B2最優秀選手のテレンス・ウッドベリーを筆頭に多くの選手が加入し、契約を継続したのは3名にとどまった。
- 9月10日の福岡戦後、本村亮輔のゲームキャプテン就任および谷口・田渡の副キャプテン就任が発表された[215]。

| ポジション | 選手                   | 生年月日   | 国籍               | 背番号 | 契約           | 在籍 | 移籍元               | 備考                                           |
| ---------- | ---------------------- | ---------- | ------------------ | ------ | -------------- | ---- | -------------------- | ---------------------------------------------- |
| PG         | 山本柊輔               | 1993.11.4  | 日本の旗           | 2      | 2022.6.8新規   | 1    | 愛媛（B2)→           | スキルコーチ兼任                               |
| PG         | 長島蓮                 | 1997.3.3   | 日本の旗           | 13     | 2022.6.7新規   | 1    | さいたま（B3)→       |                                                |
| PG         | 田渡凌VC               | 1993.6.29  | 日本の旗           | 21     | 2022.7.22新規  | 1    | 三遠（B1)→           | →2023.6.22福島（B2)                            |
| PG         | 神里和                 | 1995.5.2   | 日本の旗           | 75     | 2022.6.15新規  | 1    | 仙台（B1)→           |                                                |
| SG         | 山本翔太               | 1999.12.19 | 日本の旗           | 1      | 2022.6.16新規  | 1    | 専修大学→            |                                                |
| SG         | 本村亮輔C              | 1996.12.26 | 日本の旗           | 14     | 2022.6.14継続  | 5    | 5                    |                                                |
| SG         | 中野友都               | 2002.8.4   | 日本の旗           | 17     | 2022.12.12新規 | 1    | 特別指定選手         | 中京大学より、2023.3.5終了                     |
| SG/SF      | 磯野寛晃               | 1998.3.11  | 日本の旗           | 5      | 2022.6.14継続  | 3    | 3                    |                                                |
| SG/SF      | 谷口光貴VC             | 1992.12.18 | 日本の旗           | 15     | 2022.6.28新規  | 1    | 香川（B2)→           | 2023.6.6退団（→23日福岡（B2)）                 |
| SF/PF      | ソウシェリフ           | 1992.12.15 | 日本の旗           | 16     | 2022.7.23新規  | 1    | 越谷（B2)→           | 帰化選手（出身セネガル）、→2023.6.6横浜EX（B3) |
| SF/PF      | テレンス・ウッドベリー | 1987.6.16  | アメリカ合衆国の旗 | 30     | 2022.6.15新規  | 1    | 香川（B2)→           | 2017-18季以来2度目                             |
| PF         | 菅澤紀行               | 1987.2.3   | 日本の旗           | 10     | 2022.6.22新規  | 1    | 長崎（B2)→           | アシスタントコーチ兼任                         |
| PF/C       | ジャメール・マクリーン | 1988.4.18  | アメリカ合衆国の旗 | 3      | 2022.7.25新規  | 1    | Skyliners Frankfurt→ | 10.26IL、2023.1.5復帰                          |
| PF/C       | ベンジャミン・ローソン | 1995.6.12  | イギリスの旗       | 34     | 2022.7.2継続   | 2    | 2                    | →2023.6.9福井（B3)                             |
| PF/C       | ケビン・コッツァー     | 1989.11.3  | アメリカ合衆国の旗 | 42     | 2022.11.2新規  | 1    | A千葉（B2)→          | 短期契約、2023.1.2満了                         |

（Cはキャプテン、VCは副キャプテンを表す）

#### シーズン戦（プレ・レギュラー・ポスト）の経過
- 新体制で臨んだプレシーズンマッチでは、鹿児島レブナイズ・ライジングゼファーフクオカと対戦し、いずれも勝利を収めた。
- レギュラーシーズンはチーム力が安定せず、最長でも5連勝にとどまるなど35勝25敗（勝率0.583）と振るわなかったが、西地区3位・全体5位につけプレーオフ出場権は確保した。
- しかしプレーオフはクオーターファイナルで敗退し、B1昇格は叶わなかった。

　　→詳細は「熊本ヴォルターズ2022-23シーズンの戦歴」を参照。

#### BLACK VOL FES の開催
- 熊本地震からの復興途次にありながら、コロナ禍というさらなる危機を迎えてなおヴォルターズを支えてくださる熊本の皆さまに対し、クラブ創設10周年という節目の年を迎えたことで「少しずつ恩返しをしながら、これまで以上に熊本と共に歩んでいきたい」という想いから「まだ途中段階にある地震からの復興にクラブとして今まで以上に寄与」したいとして、「BLACK VOL FES」イベントを実施した[235]。

#### クラブの動向と決算
- 2022年6月20日、経営陣の刷新が発表され[236]、7月1日には福田拓哉が取締役社長に就任した[237]。
- 2023年3月1日の臨時取締役会において、債務超過状態からの経営再建をはかるため西川グループの傘下に入る旨の決定が発表された。グループは「熊本には熊本に根付くプロクラブとしての熊本ヴォルターズが必要だ」として支援を表明、これを受けてクラブは2026-2027シーズンからの新B1参入の意思を表明した。
- 2023年3月14日、2023-2024シーズンにおけるB1ライセンスを取得[238]。
- 総動員数51,296（平均1,710）人はクラブ歴代4位（平均数は歴代5位）。
- 2023年5月28日、熊本県立総合体育館においてファン感謝祭が実施され、すでに帰国していたベック、マクリーン、ローソンを除く当シーズンのロスターが集まる最後の場となった[239][240][241]。
- 2023年11月20日、第11期（2022-23シーズン）の決算が発表された。前年比120％の売上を記録したものの、191,595,000円の経常損益が報告された[242]。

### 2023-24シーズン：B.LEAGUE
引き続き14チーム2地区制が維持され、ヴォルターズはB2西地区所属となった。
　　　→詳細は「Bリーグ 2023-24」を参照。

#### チームスローガン：「ぶちバケろ。」
熊本への想いを強く打ち出し、「熊本のVOL(Voltage Of Life)」を赤く彩る「熊本の熱源」となることを目指す旨のコメントをあげた。

#### スタッフ契約状況
- 2023年6月10日、遠山向人とのHC契約継続が発表される[244]。
- スタッフは大部分が継続したほか、ヒル・ライアンが2季ぶりに復帰した。

| 役職                                       | 氏名                         | 生年月日  | 国籍       | 契約           | 在籍       | 備考                 |
| ------------------------------------------ | ---------------------------- | --------- | ---------- | -------------- | ---------- | -------------------- |
| ゼネラルマネージャー（GM)                  | 徳永隆聖                     | 1995.2.6  | 日本の旗   | 留任           | 9          |                      |
| マネージャー                               | 大山陽                       | 1999.8.5  | 日本の旗   | 2023.6.19新規  | 香川（B3)→ |                      |
| ヘッドコーチ（HC)                          | 遠山向人                     | 1983.1.19 | 日本の旗   | 2023.6.10継続  | 3          |                      |
| アシスタントコーチ                         | ヒル・ライアン               | 1993.6.3  | 日本の旗   | 2023.6.19新規  | 長崎（B1)→ | 2度目、→6.4滋賀（B1) |
| アシスタントコーチ兼ビデオコーディネーター | 水野玄                       | 1997.8.1  | 日本の旗   | 2023.6.19継続  | 2          | →6.11川崎（B1)       |
| スキルコーチ                               | 山本柊輔                     | 1993.11.4 | 日本の旗   | 2023.6.11継続  | 2          | 選手兼任             |
| ストレングスコーチ                         | 内藤康                       | 1987.1.19 | 日本の旗   | 2023.6.19継続  | 4          |                      |
| アスレチックトレーナー                     | 坂本彩香                     | 1995.9.2  | 日本の旗   | 2023.7.31新規  | 1          | →8.1富山（B2)        |
| アシスタントトレーナー                     | 奥村雄真                     | 1999.3.19 | 日本の旗   | 2023.6.19継続  | 2          | →6.19滋賀（B1)       |
| 通訳                                       | バーンズ・マシュー・マイケル | 1995.1.12 | カナダの旗 | 2023.7.1新規   | 1          | 1.31契約解除         |
| 通訳兼サポートスタッフ                     | 東山真                       | 1970.5.5  | 日本の旗   | 2023.12.26新規 | 福井（B3)→ | →6.20福島（B2)       |

#### 選手サポート体制の構築
- 桜十字グループからヘルスケアおよびフィジカルケアのサポートチームが新たに組織され、選手のサポート体制強化も図られることになった[260]。
- 熊本保健科学大学との包括連携協定締結が発表され、競技力向上と障害予防を目的としたスポーツ医科学によるチーム支援の充実など、主力選手の相次ぐ故障離脱に苦しんだ前シーズンを鑑みたチームのさらなる支援体制強化が企画された[261]。
- 東町グラン歯科・ルプレ歯科がオフィシャルデンタルパートナーに就任し、選手の歯科部門をサポートすることとなった[262]。
- 吉田千尋とオフィシャルヨガインストラクター契約を締結[263]。
- チームドクターには

#### 選手契約状況
- 10人を入れ替えた前シーズンとは対照的に、9名の選手と契約を継続した。
- マクリーンの希望により、山本翔太と背番号が入れ替わった（マクリーン：＃3→＃1、山本：＃1→＃3）。
- キャプテンは本村が継続し、マクリーン・磯野の両名が副キャプテンに就任した[264]。

| ポジション | 選手                     | 生年月日   | 国籍               | 背番号 | 契約           | 在籍         | 備考                                              |
| ---------- | ------------------------ | ---------- | ------------------ | ------ | -------------- | ------------ | ------------------------------------------------- |
| PG         | 山本柊輔                 | 1993.11.4  | 日本の旗           | 2      | 2023.6.11継続  | 2            | スキルコーチ兼任                                  |
| PG         | ディクソンJRタリキ       | 1998.9.8   | 日本の旗           | 9      | 2023.11.8新規  | 長崎（B1)→   | →12.7長崎（B1)                                    |
| PG         | 駒沢颯                   | 1998.4.5   | 日本の旗           | 11     | 2023.6.17新規  | 越谷（B2)→   | →6.17茨城（B1)                                    |
| PG         | 長島蓮                   | 1997.3.3   | 日本の旗           | 13     | 2023.6.11継続  | 2            |                                                   |
| PG         | 神里和                   | 1995.5.2   | 日本の旗           | 75     | 2023.6.13継続  | 2            | →6.14青森（B2)                                    |
| SG         | 山本翔太                 | 1999.12.19 | 日本の旗           | 3      | 2023.6.14継続  | 2            |                                                   |
| SG         | 本村亮輔C                | 1996.12.26 | 日本の旗           | 14     | 2023.6.13継続  | 6            | キャプテン                                        |
| SG         | 中野友都                 | 2002.8.4   | 日本の旗           | 17     | 2023.12.15加入 | 2            | 特別指定選手（2回目）、中京大学より、2.26活動終了 |
| SG         | 石橋侑磨                 | 1999.10.21 | 日本の旗           | 22     | 2023.6.12新規  | 福岡（B2)→   | →7.5仙台（B1)                                     |
| SG/SF      | 磯野寛晃VC               | 1998.3.11  | 日本の旗           | 5      | 2023.6.16継続  | 4            | 9.10受傷・25日IL登録                              |
| SF         | 野口侑真                 | 2001.9.18  | 日本の旗           | 6      | 2024.1.30加入  | 特別指定選手 | 日本大学より                                      |
| PF         | 菅澤紀行                 | 1987.2.3   | 日本の旗           | 10     | 2023.6.14継続  | 2            | →6.26福島（B2)                                    |
| PF         | 市岡ショーン             | 1991.4.3   | 日本の旗           | 32     | 2023.9.26新規  | 越谷（B2)→   | →6.18滋賀（B1)                                    |
| SF/PF      | テレンス・ウッドベリー   | 1987.6.16  | アメリカ合衆国の旗 | 33     | 2023.6.15継続  | 2            | →8.2信州（B2)                                     |
| PF/C       | ジャメール・マクリーンVC | 1988.4.18  | アメリカ合衆国の旗 | 1      | 2023.6.18継続  | 2            |                                                   |
| PF/C       | アーロン・ホワイト       | 1992.9.10  | アメリカ合衆国の旗 | 30     | 2023.6.27新規  | Darussafaka→ | →7.30富山（B2)                                    |

#### シーズン戦（プレ・レギュラー・ポスト）の経過
- 9月8・9日、指宿総合体育館において鹿児島レブナイズとプレシーズンマッチを行ない、17日にはクラブ史上初の国際交流試合として、台湾のT1リーグに所属する台啤永豊雲豹とのフレンドシップマッチに臨んだ[292]。
- そのプレシーズンマッチにおいて磯野が受傷[293](9/25IL登録[294])・以後離脱するという事態に直面して迎えたレギュラーシーズンは、前半に5連勝・7連勝を挙げ一時地区2位へ上がるなど好調な出だしを見せた。後半に入るとすぐに9連勝を挙げ、地区1位に就くなど躍進すると思われたが、終盤には一時ロスターが規定人数限界の7人になったほど故障者が続出し、8連敗を喫するなど失速して33勝27敗（勝率0.55）、地区3位・全体5位でシーズンを終了した。
- 「ぶちアゲろ！[295]」のスローガンを掲げて迎えた日本生命 B2 PLAYOFFS 2023-24 はクオーターファイナルで大敗を喫し、B1昇格を逃した。

　　　→詳細は「熊本ヴォルターズ2023-24シーズンの戦歴」を参照。

#### シーズン中のイベント
- 第15節および第16節は、熊本地震によって被害を受けた「熊本城の復興状況を伝えていくとともに、イベント売上の一部を、熊本城の復興のために寄付[296]」すべく、”BLACK VOLFES” と銘打って実施された[297]。なお、6日にはB2リーグ最速で通算観客動員40万人を達成している。
- 第24節は、集客数増加を企図した「3333W（クワッドスリーダブル）イベント」と銘打って実施され、Game2終了後には、中野の特別指定選手活動終了を記念してセレモニーが実施された[298]。
- 当シーズンの契約選手が一堂に会する最後の公式行事となったブースター感謝祭が熊本市の中心市街地であるサンロード新市街において行われ[299]、600人を超えるブースターが参加してシーズンの名残を惜しんだ[300]。

#### 包括連携協定
2024年4月2日、熊本バスケット・医療法人桜十字・国立大学法人熊本大学の3者による包括連携協定の締結が発表され、熊本大学が所有する大江(渡鹿）総合運動公園体育館を賃借して施設命名権を取得、「VOLTERS GX」として同年8月からヴォルターズの実質的クラブハウスとしての機能を有する新たな練習拠点に定めることとなった。

#### クラブの動向と決算
- 2024年3月18日の臨時株主総会および取締役会において、取締役社長が福田拓哉から湯之上聡へ交代する旨が決定された。湯之上の社長就任は2020年以来2度目であり、福田は非常勤取締役としてクラブの運営に携わることとなった[302]。
- 2024年11月1日、2026-27シーズンからの新B1(B.LEAGUE PREMIER)参入は断念し、2030-31シーズンからの参入を目指す旨を発表した[303]。
- 2024年11月19日、第12期（2023-24シーズン）の決算が発表された[304]。791,303,000円とクラブ史上最高の総売上高を記録し、経常利益も12,845,000円と黒字となって3期連続赤字を回避し、B1ライセンスの交付条件を達成した。
- 年間動員総人数80,727（平均2,691）人はいずれもクラブ歴代記録を更新した。

### 2024-25シーズン：B.LEAGUE
引き続き14チーム2地区制が維持され、ヴォルターズはB2西地区所属となった。
　　　→詳細は「Bリーグ 2024-25」を参照。

#### スローガン：「ぶちのヴォれ！」
クラブ史上初めてファン投票により決定したクラブスローガンである。

#### リブランディング
7月1日、「これまでヴォルターズが築いてきた歴史やプライド、そして熱い想いと意志を継承し、よりプロフェッショナルでクリエイティブに進化する」として、新プライマリーロゴやクラブステイトメントとともにクラブのリブランディングを実施することが唐突に打ち出された。

#### スタッフ契約状況
- クラブ開設時にチームアドバイザーだったジェフリー・ヒロナカのHC招聘と、遠山向人のAC異動が発表された[308]。
- スタッフは半分ほど入れ替わるが、開幕直前に元日本代表チームのGMだった七川竜寛がGMに就任した。
- 12月17日、成績不振を理由にヒロナカHCが辞任すると、遠山ACがHCへ就任した。2025年1月8日にはセナACの役職がデータアナリティクスコーチへと変更され、アメリカへ帰国する。

| 役職                       | 氏名                            | 生年月日   | 国籍               | 契約             | 在籍                                | 備考                                            |
| -------------------------- | ------------------------------- | ---------- | ------------------ | ---------------- | ----------------------------------- | ----------------------------------------------- |
| ゼネラルマネージャー（GM)  | 七川竜寛                        | 1976.10.31 | 日本の旗           | 2024.10.1新規    | バスケットボール日本代表（男子）GM→ |                                                 |
| アシスタントGM             | 徳永隆聖                        | 1995.2.6   | 日本の旗           | 2024.10.1継続    | 10                                  | 10.1GMより異動                                  |
| マネージャー               | 大山陽                          | 1999.8.5   | 日本の旗           | 2024.6.21継続    | 2                                   |                                                 |
| ヘッドコーチ（HC）         | ジェフリー・ヒロナカ（～12.17） | 1957.1.7   | アメリカ合衆国の旗 | 2024.6.18新規    | サンノゼ州立大学(女子)→             | 12.17辞任                                       |
| ヘッドコーチ（HC)          | 遠山向人（12.17～）             |            |                    | 2024.12.17～     | 4                                   | 12.17ACより異動                                 |
| アシスタントコーチ         | 遠山向人（～12.16）             | 1983.1.19  | 日本の旗           | 2024.6.18継続    | 4                                   | 12.17HCへ異動                                   |
| アシスタントコーチ         | 梅田智之                        | 1979.8.23  | 日本の旗           | 2024.6.27新規    | 東京Z（B3)→                         | 6.28U18HCへ異動                                 |
| アシスタントコーチ         | ジョナサン・セナ（～1.8）       | 1995.3.18  | アメリカ合衆国の旗 | 2024.7.8新規     | Golden High School (Women’s Team)→  | 1.8役職変更                                     |
| スキルコーチ               | 山本柊輔                        | 1993.11.4  | 日本の旗           | 2024.8.19継続    | 3                                   | 選手兼任、5.12引退→7.1トヨタ自動車（Wリーグ）AC |
| データアナリティクスコーチ | ジョナサン・セナ（1.8～）       |            |                    | 2025.1.8役職変更 |                                     |                                                 |
| ストレングスコーチ         | 内藤康                          | 1987.1.19  | 日本の旗           | 2024.6.20継続    | 5                                   |                                                 |
| アスレチックトレーナー     | 与那城朝子                      | 1982.8.5   | 日本の旗           | 2024.5.28新規    | 神戸（B2)→                          |                                                 |
| アシスタントトレーナー     | 山田一貴                        | 1994.11.22 | 日本の旗           | 2024.7.12新規    | 新潟（B3)→                          |                                                 |
| 通訳兼サポートスタッフ     | コーディ―・パーメンディア       | 1987.12.19 | アメリカ合衆国の旗 | 2024.8.16新規    | 有限会社パラカロ→                   |                                                 |
| 通訳                       | 今村怜                          | 1997.11.24 | 日本の旗           | 2024.6.27新規    | RMIT（選手）→                       |                                                 |

#### 選手サポート体制
- 昨シーズンに引き続き、桜十字グループによるフィジカルおよびヘルスケアサポート、東町グラン歯科・ルブレ歯科のオフィシャルデンタルパートナーは継続された。
- 7月1日、クラブハウスを有する練習拠点「VOLTERS GX」の運用開始が報告され[327]、22日からチーム練習が開始された。
- 9月12日、勝率向上を図るためのデータ蓄積のノウハウを獲得することを企図して、シラキュース大学スポーツアナリティクス学部との間にアナリクスパートナー契約を締結した旨が発表された[328]。同日には、熊本大学スポーツ教育研究会が新たに構築されるアナリクスチームのラボチームとなる旨の発表も行われた[329]。
- チームドクターは鬼木泰成が就任している。

#### 選手契約状況
7人と契約を継続（うち1名は特別指定選手より新規契約）し、6人と新規契約する。しかしフィジカルのサイズ不足から外国籍選手を中心に負傷者が相次いだためグレゴリー・エチェニケを新たに加え、キヘイ・クラークを契約解除した。さらに特別指定選手2名を加え、そのうちの一人、神奈川大学の保坂晃毅はスターターに起用されるほど活躍した。
| ポジション | 選手                     | 生年月日   | 国籍               | 背番号 | 契約           | 在籍                   | 備考                                     |
| ---------- | ------------------------ | ---------- | ------------------ | ------ | -------------- | ---------------------- | ---------------------------------------- |
| PG         | キヘイ・クラーク         | 2000.1.24  | アメリカ合衆国の旗 | 0      | 2024.7.29新規  | Wisconsin Herd→        | 2025.2.10契約解除                        |
| PG         | 田中力                   | 2002.5.4   | 日本の旗           | 2      | 2024.6.24新規  | 特別指定選手（横浜BC)→ |                                          |
| PG         | 長島蓮                   | 1997.3.3   | 日本の旗           | 13     | 2024.5.20継続  | 3                      |                                          |
| PG         | 山本柊輔                 | 1993.11.4  | 日本の旗           | 77     | 2024.8.19継続  | 3                      | ＃2→＃77、5.12現役引退、6.16トヨタAC就任 |
| PG/SG      | 山田安斗夢               | 1998.2.21  | 日本の旗           | 31     | 2024.6.26新規  | 静岡（B2)→             |                                          |
| PG/SG      | 大森尊之                 | 2002.8.14  | 日本の旗           | 9      | 2024.12.26新規 | 特別指定選手           | 日本体育大学より、→7.11金沢              |
| PG/SG      | 保坂晃毅                 | 2003.2.6   | 日本の旗           | 12     | 2024.12.26新規 | 特別指定選手           | 神奈川大学より                           |
| SG         | 山本翔太                 | 1999.12.19 | 日本の旗           | 3      | 2024.5.15継続  | 3                      |                                          |
| SG         | 本村亮輔C                | 1996.12.26 | 日本の旗           | 14     | 2024.6.1継続   | 7                      | 2025.5.20引退                            |
| SG         | 澤邉圭太                 | 1995.3.5   | 日本の旗           | 17     | 2024.7.5新規   | 仙台（B1)→             |                                          |
| SG/SF      | 磯野寛晃VC               | 1998.3.11  | 日本の旗           | 5      | 2024.6.12継続  | 5                      | 2024.9.18IL離脱                          |
| SF         | 野口侑真                 | 2001.9.18  | 日本の旗           | 6      | 2024.6.6新規   | 2                      | 6.30満了                                 |
| SF         | タイラー・ラム           | 1991.5.16  | タイ王国の旗       | 8      | 2024.7.29新規  | Hi-Tech→               | 6.30満了                                 |
| PF         | ミッチェル・ライトフット | 1997.7.14  | アメリカ合衆国の旗 | 44     | 2024.7.24新規  | Kangoeroes→            |                                          |
| F/C        | ジャメール・マクリーンVC | 1988.4.18  | アメリカ合衆国の旗 | 1      | 2024.6.19継続  | 3                      | 6.30満了                                 |
| F/C        | グレゴリー・エチェニケ   | 1990.11.23 | ベネズエラの旗     | 88     | 2024.11.12新規 | 福島（B2)（短期）→     |                                          |

（Cはキャプテン、VCは副キャプテンを表す）
このほか、8月16日から10月28日にかけて、信州ブレイブウォリアーズから品川CC WILD CATS.EXE へ移籍したタッカー・ヘイモンドが練習に参加していた。
チームキャプテンは昨季に引き続き本村、副キャプテンにはマクリーンと磯野がそれぞれ就任した。

#### シーズン戦（プレ・レギュラー・ポスト）の経過
- プレシーズンは昨季に引き続き国際親善試合として実施された。
- レギュラーシーズンは、開幕6連敗（NBL時代の2014-15シーズン以来10季ぶり、B.LEAGUE体制下では初）から一つ勝利を挟んで9連敗[355]するなど前半は大きく低迷し、選手の負傷も頻発した。後半は勝率を伸ばしたものの、最長で5連勝にとどまるなど勢いに乗りきることは出来ず、27勝33敗（勝率0.450）、西地区4位・全体8位[356]で終了した。最終節までもつれこんだプレーオフ出場権はワイルドカード下位で獲得し、4季連続6度目となるポストシーズン進出が決定した[357]。
- しかしプレーオフはクオーターファイナルで敗退し、自力によるB1昇格を成し遂げることはついに叶わなかった。最終順位は西地区4位、全体8位[358]。

#### その他の経過
2025年1月18日に行われた「りそなグループ B.LEAGUE ALL-STAR GAME WEEKEND 2025 IN FUNABASHI」の「B.LEAGUE ASIA RISING STAR GAME」にB2から唯一ラムが出場し、8得点6アシストをあげた。

#### シーズン中のイベント
- リブランディングに伴って会場運営・演出に変更が加わった。

- 試合結果とはうらはらに集客は好調で、昨シーズンに引き続き開催された「BLACKVOLFES」（第9節・第25節）に加え、第27節には熊本の地下水保全を発信する目的で「水フェス」[360]が行われた。
- 2025年5月25日、今シーズン最後の公式行事である”ブースター感謝祭2025”が益城町総合体育館で行われ[361]、1,000人を超えるブースターが来場し名残を惜しんだ。

#### クラブの動向と決算
- 2024年7月25日、新リーグ参入の条件となっている専用アリーナについて、県有施設である熊本県立総合体育館を桜十字グループを中心とした民間主導による建て替えによって確保するという構想が示された[362][363]。

- シーズン総動員数101,758（平均3,392）人はいずれもクラブ記録を更新した[364]。

- 「BLACKBOLFES」「水フェス」の発案者である前社長の福田拓哉が第27節をもってクラブを離れた。
- 2025年3月19日、2025-26シーズンにおけるB1ライセンス交付が決定された[365]。

### 2025-26シーズン：B.LEAGUE
引き続き14チーム2地区制が維持され、ヴォルターズはB2西地区所属となった。
　　　→詳細は「Bリーグ2025-26」を参照。

#### スタッフ契約状況
- 遠山向人とHC契約を継続した[366]。
- スタッフは大部分が契約を継続したほか[367]、前シーズンで選手を引退した本村亮輔と、選手時代に熊本地震を経験した遥天翼が10季ぶりに加わることになった[368]。

| 役職                             | 氏名                      | 生年月日   | 国籍               | 契約          | 在籍                          | 備考                              |
| -------------------------------- | ------------------------- | ---------- | ------------------ | ------------- | ----------------------------- | --------------------------------- |
| ゼネラルマネージャー（GM）       | 七川竜寛                  | 1976.10.31 | 日本の旗           | 留任          | 2                             |                                   |
| アシスタントGM                   | 徳永隆聖                  | 1995.2.6   | 日本の旗           | 留任          | 11                            |                                   |
| マネージャー                     | 大山陽                    | 1999.8.5   | 日本の旗           | 2025.6.8継続  | 3                             |                                   |
| マネージャー                     | 中島結子                  | 2000.4.25  | 日本の旗           | 2025.6.14新規 | 播磨ホワイトバックス→         |                                   |
| ヘッドコーチ（HC）               | 遠山向人                  | 1983.1.19  | 日本の旗           | 2025.6.2継続  | 5                             |                                   |
| アシスタントコーチ（AC）         | 遥天翼                    | 1988.10.6  | 日本の旗           | 2025.6.14新規 | 茨城（B1)→                    | 2015-16季以来2度目（1度目は選手） |
| プレイヤーデベロップメントコーチ | 本村亮輔                  | 1996.12.26 | 日本の旗           | 2025.6.8新規  | 熊本（選手）→                 | ユースアドバイザー兼任            |
| ビデオコーディネーター           | 堀井快                    | 1987.9.27  | 日本の旗           | 2025.6.14新規 | St.Clare College of Caloocan→ |                                   |
| 通訳兼サポートコーチ             | 今村怜                    | 1997.11.24 | 日本の旗           | 2025.6.8継続  | 2                             |                                   |
| 通訳兼サポートスタッフ           | コーディ―・パーメンディア | 1987.12.19 | アメリカ合衆国の旗 | 2025.7.22継続 | 2                             |                                   |
| ストレングスコーチ               | 内藤康                    | 1987.1.19  | 日本の旗           | 2025.6.8継続  | 6                             |                                   |
| アスレチックトレーナー           | 与那城朝子                | 1982.8.5   | 日本の旗           | 2025.6.8継続  | 2                             |                                   |
| アシスタントトレーナー           | 山田一貴                  | 1994.11.22 | 日本の旗           | 2025.6.8継続  | 2                             |                                   |

#### 選手サポート体制
- チームドクターは引き続き鬼木泰成が就任した[371]。

#### 選手契約状況
2025年6月8日に選手8名と契約継続を発表し、基本的には昨シーズンの方向性を継続することが示された。20日には石川海斗の5シーズンぶりの復帰が発表される。25日には磯野寛晃との契約継続、および帰化選手モッチラミンとの新規選手契約が発表された。
| ポジション | 氏名                     | 生年月日   | 背番号 | 国籍               | 契約          | 在籍                     | 備考                       |
| ---------- | ------------------------ | ---------- | ------ | ------------------ | ------------- | ------------------------ | -------------------------- |
| PG         | 田中力                   | 2002.5.4   | 2      | 日本の旗           | 2025.6.8継続  | 2                        |                            |
| PG         | 石川海斗                 | 1990.11.30 | 11     | 日本の旗           | 2025.6.20新規 | 信州（B2)→               | 2020-21季以来2度目         |
| PG         | 長島蓮                   | 1997.3.3   | 13     | 日本の旗           | 2025.6.8継続  | 4                        |                            |
| PG/SG      | 保坂晃毅                 | 2003.2.6   | 12     | 日本の旗           | 2025.6.8新規  | 2                        | 特別指定選手（熊本）→      |
| PG/SG      | 山田安斗夢               | 1998.2.21  | 31     | 日本の旗           | 2025.6.8継続  | 2                        |                            |
| SG         | 山本翔太                 | 1999.12.19 | 3      | 日本の旗           | 2025.6.8継続  | 4                        |                            |
| SG         | 澤邉圭太                 | 1995.3.5   | 17     | 日本の旗           | 2025.6.8継続  | 2                        |                            |
| SG/SF      | 磯野寛晃                 | 1998.3.11  | 5      | 日本の旗           | 2025.6.25継続 | 6                        |                            |
| PF/SF      | ネマンヤ・ジュリシッチ   | 1992.2.23  | 42     | モンテネグロの旗   | 2025.6.20新規 | BC Pari Nizhny Novgorod→ |                            |
| PF         | ミッチェル・ライトフット | 1997.7.14  | 44     | アメリカ合衆国の旗 | 2025.6.8継続  | 2                        |                            |
| F/C        | グレゴリー・エチェニケ   | 1990.11.23 | 88     | ベネズエラの旗     | 2025.6.8継続  | 2                        |                            |
| C          | モッチラミン             | 1997.9.11  | 15     | 日本の旗           | 2025.6.25新規 | 佐賀（B1)→               | 帰化選手（出身：セネガル） |

## 成績

### B.LEAGUE
Template:B2リーグのシーズン成績

### NBL
| 年度    | レギュラーシーズン | レギュラーシーズン | レギュラーシーズン | レギュラーシーズン | レギュラーシーズン | レギュラーシーズン | レギュラーシーズン | レギュラーシーズン | 最終結果 | HC                                               | 備考                                         |
| 年度    | 勝                 | 敗                 | 勝率               | ゲーム差           | 得点               | 失点               | 得失点差           | 順位               | 最終結果 | HC                                               | 備考                                         |
| ------- | ------------------ | ------------------ | ------------------ | ------------------ | ------------------ | ------------------ | ------------------ | ------------------ | -------- | ------------------------------------------------ | -------------------------------------------- |
| 2013-14 | 6                  | 48                 | .111               | 35.0(23.0)         | 74.6               | 90.8               | -16.2              | 西6位              | 12位     | ノーマン・デ・シルバ →冨山晋司（代行） →湯之上聡 |                                              |
| 2014-15 | 6                  | 48                 | .111               | 37.0(28.0)         | 3709               | 4560               | -951               | 西6位              | 12位     | 清水良規                                         |                                              |
| 2015-16 | 13                 | 36                 | .265               | 30.0               | 3452               | 3828               | -373               | 10位               | -        | 清水良規                                         | 平成28年熊本地震により1試合棄権、6試合辞退。 |

ゲーム差は()外は1位、()内はプレイオフ圏との差をそれぞれ表している。

### 天皇杯（全日本バスケットボール選手権大会）
- 第89回 - 3回戦敗退
- 第90回 - 3回戦敗退
- 第91回 - 3回戦（初戦）敗退
- 第92回 - 不参加
- 第93回 - 5回戦敗退
- 第94回 - 不参加
- 第95回 - 4回戦敗退（対大阪エヴェッサ）
- 第96回 - 不参加
- 第97回 - 3次ラウンド敗退（対秋田ノーザンハピネッツ）
- 第98回 - 3次ラウンド敗退（対シーホース三河）
- 第99回 - 2次ラウンド敗退（対サンロッカーズ渋谷）
- 第100回 - 2次ラウンド敗退[376]（対長崎ヴェルカ）

　　　→詳細は「天皇杯における熊本ヴォルターズの歴代戦績」を参照。

## おもな記録

### 歴代観客動員数（上位20）
| 順位 | 人数  | 試合日     | 会場               | 対戦相手                                | 順位 | 人数  | 試合日     | 会場               | 対戦相手                                |
| ---- | ----- | ---------- | ------------------ | --------------------------------------- | ---- | ----- | ---------- | ------------------ | --------------------------------------- |
| 1    | 4,899 | 2017.4.30  | 熊本県立総合体育館 | 第31節VS広島ドラゴンフライズGame2       | 11   | 4,044 | 2018.3.25  | 熊本県立総合体育館 | 第24節VSライジングゼファーフクオカGame2 |
| 2    | 4,545 | 2018.12.30 | 熊本県立総合体育館 | 第15節VS島根スサノオマジックGame1       | 12   | 4,019 | 2018.4.15  | 熊本県立総合体育館 | 第28節VS秋田ノーザンハピネッツGame2     |
| 3    | 4,356 | 2017.4.29  | 熊本県立総合体育館 | 第31節VS広島ドラゴンフライズGame1       | 13   | 4,016 | 2024.10.5  | 熊本県立総合体育館 | 第1節VSアルティーリ千葉Game1            |
| 4    | 4,274 | 2025.3.15  | 熊本県立総合体育館 | 第26節VS鹿児島レブナイズGame1           | 14   | 3,945 | 2025.3.23  | 熊本県立総合体育館 | 第27節VS愛媛オレンジバイキングスGame2   |
| 5    | 4,255 | 2016.9.24  | 熊本県立総合体育館 | 第1節VS香川ファイブアローズGame1        | 15   | 3,929 | 2015.12.13 | 熊本県立総合体育館 | 第9節VS栃木ブレックスGame2              |
| 6    | 4,199 | 2018.12.29 | 熊本県立総合体育館 | 第15節VS島根スサノオマジックGame1       | 16   | 3,873 | 2019.1.27  | 熊本県立総合体育館 | 第19節VS信州ブレイブウォリアーズGame2   |
| 7    | 4,141 | 2025.4.13  | 熊本県立総合体育館 | 第31節VS富山グラウジーズGame2           | 17   | 3,862 | 2024.4.14  | 熊本県立総合体育館 | 第31節VSライジングゼファーフクオカGame2 |
| 8    | 4,133 | 2024.10.6  | 熊本県立総合体育館 | 第1節VSアルティーリ千葉Game2            | 18   | 3,853 | 2025.4.12  | 熊本県立総合体育館 | 第31節VS富山グラウジーズGame1           |
| 9    | 4,118 | 2025.2.15  | 熊本県立総合体育館 | 第22節VSライジングゼファーフクオカGame1 | 19   | 3,837 | 2024.4.13  | 熊本県立総合体育館 | 第31節VSライジングゼファーフクオカGame1 |
| 10   | 4,112 | 2019.4.28  | 熊本県立総合体育館 | PO VS群馬クレインサンダーズGame2        | 20   | 3,811 | 2017.10.7  | 熊本県立総合体育館 | 第2節VS第2節茨城ロボッツGame1           |

### 歴代最少動員数
507人（2021年1月30日、熊本県立総合体育館）

### 1試合最多得点
128得点（2017年9月17日、第93回天皇杯VS SPOTTY CROWS）

### 1試合最少得点
45得点（2014年4月19日、VS三菱電機ダイヤモンドドルフィンズ名古屋）

### 1試合最少失点
49失点（2016年9月30日、VS広島ドラゴンフライズ）

### 1試合最多失点
139失点（2014年1月3日、第89回天皇杯VSアイシンシーホース三河）

### 1試合最大得点差
75点差（2017年9月17日、第93回天皇杯VS SPOTTY CROWS、128-53）

### 1試合最大失点差
76点差（2014年1月3日、第89回天皇杯VSアイシンシーホース三河、63-139）

### 連勝
13連勝（2016-17シーズン、B.LEAGUE）

### 連敗
20連敗（2013-14シーズン、NBL）

### 「バスケットLIVE」On Fire 大賞
- 2020-21シーズン【B2】クラブ1位
- 2021-22シーズン【B2】クラブ1位
- 2022-23シーズン【B2】クラブ1位
- 2023-24シーズン【B2】クラブ1位
- 2024-25シーズン【B2】クラブ1位

## 選手とスタッフ

### スタッフ
- ゼネラルマネージャー：七川竜寛
- アシスタントゼネラルマネージャー：徳永隆聖
- ヘッドコーチ：遠山向人
- アシスタントコーチ：遥天翼
- ビデオコーディネーター：堀井快
- プレイヤーデベロップメントコーチ：本村亮輔
- アスレティックトレーナー：与那城朝子
- アシスタントトレーナー：山田一貴
- ストレングスコーチ：内藤康
- マネージャー：大山陽
- マネージャー：中島結子
- オフィシャルヨガインストラクチャー：吉田千尋
- 通訳兼サポートコーチ：今村怜
- 通訳兼サポートスタッフ：コーディ・パーメンディア

### 歴代ロスター
- 最も長く在籍したのは小林慎太郎（8季）、次いで本村亮輔（7季）。小林はクラブ創設以来、本村は特別指定選手を含め熊本にのみ在籍し、いずれも熊本で引退した。以下、中西良太（6季）・柿内輝心（5季）。
- 歴代キャプテンで最長は小林の6季、次いで本村の3季、古野拓巳の2季と続く。帰化選手ではファイサンバ、外国籍選手ではジョーダン・ハミルトン（古野とW就任）が就任している。
- 外国籍の短期契約を除いて、最も短い在籍は2023-24季のディクソンJRタリキ（1か月）。
- 複数在籍は柿内の4回が最多（特別指定2・選手契約2）。以下、デボーン・ワシントン、チリジ・ネパウェ（現河田チリジ）、古野、テレンス・ウッドベリー、石川海斗、中野友都（特別指定選手）の2回。

　　　→詳細は「熊本ヴォルターズの歴代ロスター」を参照。

## ユースチーム
15歳以下を対象とするU15と、18歳以下を対象とするU18の2チームが存在している。U15チームは2018年2月、U18は2021年11月にそれぞれ設立が発表された。2023年からU15は2チームとなる。
　　　→詳細は「熊本ヴォルターズユース」を参照。

## 社会貢献活動
クラブ設立時の理念に「熊本に活力を」とあるように、クラブ設立当初から地域社会への貢献は進められていたが、平成28年熊本地震以後は特に「熊本地震からの復興」という課題へ熱心に取り組んでいく。
2024年からクラブでは、これら各種の社会貢献活動を「WELLVO」（Well-being with VOLTERS）と位置づけ、体系的に推進していくとしている。
　　　→詳細は「熊本ヴォルターズの社会貢献活動」を参照。

## ICO実施計画
2018年6月21日、クラブは「熊本ヴォルターズとパートナー企業・団体を起点とした地域活性化」「クラウドファンディングを活用して熊本サポーター（支援者）が才能ある若手選手のヨーロッパ等の海外強豪リーグそしてNBAへの挑戦を支援する仕組み」の構築を企図して「プロスポーツクラブとして世界初となる」ICO（Initial Coin Offering）の実施を計画していることを公表した。公表時点では「ステークホルダー・Bリーグ・関係官庁・自治体・企業・団体の皆様と協議を行った上で、ICOの実施について決定し、速やかにお知らせする予定」としたが、2025年6月現在までこれに関する続報は発表されていない。

## メディア

### テレビ
- VOLTERS SOUL[386] - RKKテレビ 毎週水曜日 18:55‐19:00[387]
- ワイドナショー（ワイドナB面） - フジテレビ 系列  毎週日曜10:55 - 11:15 [388]ー2024年3月番組終了
- 頂 -ITADAKI-アスリート[389]＜熊本＞ - JCOMチャンネル 不定期

### ラジオ
- 週刊VOLTERS - RKKラジオ 毎週金曜10:20頃から（とんでるワイドの1コーナー）[390]
- Let's Go! VOLTERS - FMK 毎週土曜9:30- 9:54